# East End (Hampshire)
Pour les articles homonymes, voir East End (homonymie).
East End est un hameau qui fait partie de la paroisse civile d'East Boldre, dans le New Forest, parc national du Hampshire, enAngleterre. La ville la plus proche est Lymington, à environ 6,7 km au sud-ouest du hameau.

## Histoire
Bien que traditionnellement situé au sein de la paroisse de Boldre, le nom du hameau semble provenir du fait que « East End Bridge » était également le point le plus oriental de la circonscription parlementaire du Royaume-Uni de Lymington.
Le pont en question est construit sur le ruisseau Crockford qui se jette dans [Sowley Pond] au sud-est d'East End. 
Une chapelle indépendante a été construite à East End en 1808 pour devenir église congrégationniste et, par la suite, église réformée unie. Le petit bâtiment en briques avec son toit en tuiles survit comme établissement commercial.
Le hameau d'East End a été inclus dans la paroisse civile d'East Boldre lors de la création de la paroisse en 1929.